# Washington (condado de Eau Claire, Wisconsin)
Washington es un pueblo ubicado en el condado de Eau Claire en el estado estadounidense de Wisconsin. En el Censo de 2010 tenía una población de 7182 habitantes y una densidad poblacional de 50,16 personas por km².

## Geografía
Washington se encuentra ubicado en las coordenadas 44°44′32″N 91°24′4″O / 44.74222, -91.40111. Según la Oficina del Censo de los Estados Unidos, Washington tiene una superficie total de 143.17 km², de la cual 142.09 km² corresponden a tierra firme y (0.75%) 1.08 km² es agua.

## Demografía
Según el censo de 2010, había 7182 personas residiendo en Washington. La densidad de población era de 50,16 hab./km². De los 7182 habitantes, Washington estaba compuesto por el 95.29% blancos, el 0.24% eran afroamericanos, el 0.31% eran amerindios, el 2.33% eran asiáticos, el 0% eran isleños del Pacífico, el 0.5% eran de otras razas y el 1.34% pertenecían a dos o más razas. Del total de la población el 1.71% eran hispanos o latinos de cualquier raza.